# Memekueshu-nipi
Memekueshu-nipi is een meer van 3,5 km² in de Canadese provincie Newfoundland en Labrador. Het meer bevindt zich in het nationaal park Mealy Mountains in het oosten van de regio Labrador.

## Toponymie
De benaming Memekueshu-nipi (IPA: [memekweʃu:-nəpi:]) komt uit het Innu, de taal van het gelijknamige volk dat traditioneel in het gebied leeft. De naam kan vertaald worden als "meer van de grotwezens". Een legende van de Innu vertelt immers hoe aan de rand van het meer zich een verborgen grot bevindt waarin mythische wezens genaamd Memekueshu leven.

## Geografie
Memekueshu-nipi is een uitgesproken langwerpig meer met langs zijn noord-zuidas een lengte van 5,3 km tegenover een maximale breedte van 1,1 km. Het heeft zijn vorm te danken aan zijn ligging in een dal hoog in de afgelegen Mealy Mountains. Memekueshu-nipi ligt in het hart van het naar dat gebergte vernoemde nationaal park en vormt de oorsprong van de North River.

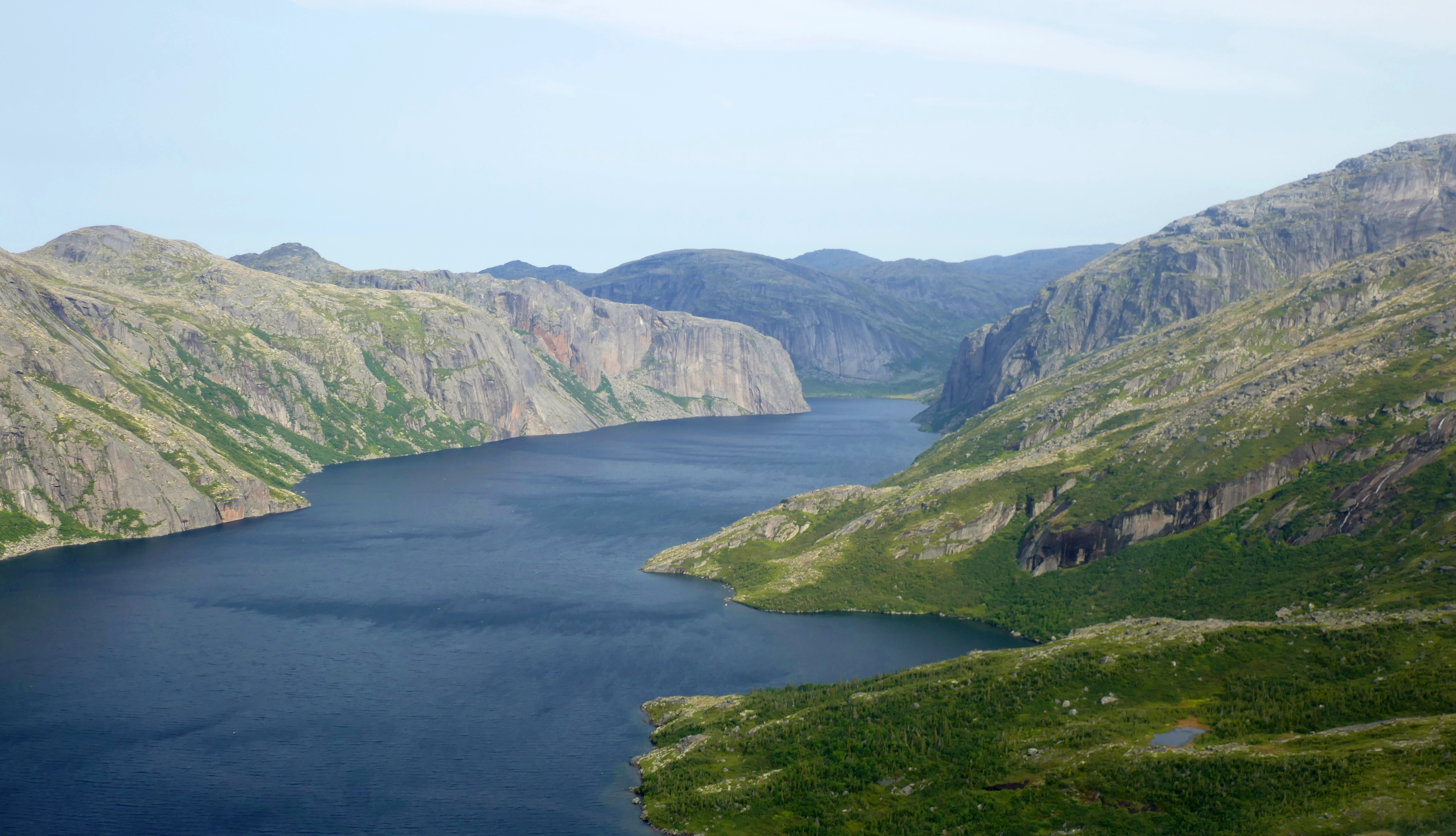
Noordwaarts gericht zicht op Memekueshu-nipi